# Jesse Santana
Pour les articles homonymes, voir Santana.
Jesse Santana est un acteur américain de films pornographiques homosexuels.

## Biographie
Jesse Santana commence à travailler comme acteur pornographique en décembre 2005. Il se fait connaître comme modèle pour le site Corbin Fisher en juin 2006, puis joue sous la direction de Chi Chi LaRue. Il signe des contrats d'exclusivité avec Jet Set Men et CockyBoys en 2007, avant de travailler pour Falcon Entertainment et Raging Stallion. Il a aussi reçu un prix lors d'un festival consacré aux escorts hommes. Il a des piercings aux oreilles, aux tétons et aussi un Prince Albert.
Après une pause de deux ans dans sa carrière dans le X, il continue les tournages en 2015.

## Récompenses
- Grabby Awards 2008 : « Hottest bottom »[5]
- GayVN Awards 2008 : meilleur trio avec Nikolay Petrov et Jason White, dans Just Add Water[6]